# شدت میدان سنج
در مخابرات، شدت میدان سَنج (به انگلیسی: field strength meter) ابزاری است که شدت میدان الکتریکی ناشی از فرستنده را اندازه‌گیری می‌کند.

## رابطه بین میدان الکتریکی و توان ارسالی
در فضای آزاد ایده‌آل، شدت میدان الکتریکی تولیدشده توسط یک فرستنده با یک تابشگر همسانگرد به راحتی محاسبه می‌شود.
{\displaystyle {\mbox{E}}\approx {\frac {\sqrt {30\cdot P}}{d}}}
که در اینجا
{\displaystyle {\mbox{E}}} شدت میدان الکتریکی برحسب ولت بر متر است
{\displaystyle P} توان خروجی فرستنده برحسب وات است
{\displaystyle d} فاصله از تابش‌گر برحسب متر است
ضریب {\textstyle {\sqrt {30}}} تقریبی است از {\textstyle {\sqrt {\frac {Z_{0}}{4\pi }}}}
که در اینجا {\displaystyle \Omega \quad }{\displaystyle Z_{0}=376.730313668(57)} امپدانس فضای تهی است. {\displaystyle \Omega } نماد اهم است.
واضح است که شدت میدان الکتریکی با فاصله بین فرستنده و گیرنده نسبت معکوس دارد. با این حال، این رابطه برای محاسبه شدت میدان تولیدشده توسط فرستنده‌های زمینی غیرعملی است، جایی که انعکاس و تضعیف ناشی از اجسام اطراف فرستنده یا گیرنده ممکن است شدت میدان الکتریکی را به‌طور قابل‌توجهی تحت تأثیر قرار دهد.

## شدت میدان سنج
شدت میدان سنج در واقع یک گیرنده ساده است. سیگنال آراف شناسایی شده و به یک میکروآمپرمتر تغذیه می‌شود که در dBμ مقیاس‌بندی شده است. محدوده فرکانس تیونر معمولاً در باندهای پخش زمینی است. برخی از شدت میدان سنج‌ها همچنین می‌توانند فرکانس‌های ماهواره ای (TVRO و RRO) را دریافت کنند. بیشتر شدت میدان سنج‌های نوین دارای مدارهای AF و VF هستند و می‌توان از آنها به عنوان گیرنده استاندارد استفاده کرد. برخی از شدت میدان سنج‌ها نیز مجهز به چاپگرهایی برای ثبت شدت میدان دریافتی هستند.

## آنتن‌ها
هنگام اندازه‌گیری با شدت میدان سنج، استفاده از آنتن کالیبره شده مانند آنتن استاندارد همراه با شدت میدان سنج مهم است. برای اندازه‌گیری دقیق، آنتن باید در ارتفاع استاندارد باشد. مقدار ارتفاع استاندارد که اغلب برای اندازه‌گیری‌های وی‌اچ‌اف و یواچ‌اف استفاده می‌شود ۱۰ متر (۳۳ فوت) است. جداول تصحیح بهره ممکن است همراه با شدت میدان سنج ارائه شود که تغییر بهره آنتن با فرکانس را در نظر می‌گیرد.

## معیارهای کمینه شدت میدان
سی‌سی‌آی‌آر حداقل شدت میدان را برای دریافت رضایت‌بخش تعریف می‌کند. این موارد در جدول زیر نشان داده شده است. (باند II برای پخش رادیو اف‌ام و سایر باندها برای پخش‌همگانی تلویزیونی رزرو شده است)
| باند فرکانس | حداقل شدت میدان بر حسب dBμV/m | یادداشت‌ها     |
| ----------- | ----------------------------- | ------------- |
| باند I      | ۴۸                            |               |
| باند III    | ۵۵                            |               |
| باند IV     | ۶۵                            |               |
| باند V      | ۷۰                            |               |
| باند II     | ۴۸                            | منطقه روستایی |
| باند II     | ۶۰                            | منطقه شهری    |
| باند II     | ۷۰                            | شهرهای بزرگ   |